# Торбернит
Торберни́т (медноура́новая слю́дка, ме́дный урани́т) — минерал, водный фосфат меди и уранила. Назван в честь шведского химика и минералога Торберна Бергмана (швед. Torbern Olof Bergman, 1735—1784).

## Свойства
Содержит СuО — 7,73 %, UO3 — 57,5 %, Р2O5 — 14,5 %, H2O — 20,3 %. Растворяется в азотной кислоте. Встречается в зоне окисления месторождений урана. Кристаллы небольшие, пластинчатой формы, часто встречаются сростки, агрегаты (чешуйчатой формы), налёты в виде порошка. Принадлежит к группе так называемых урановых слюдок и является важным индикатором урановых руд. Часто встречается вместе с карнотитом и отенитом, ассоциируется с баритом, флюоритом.
Под воздействием выветривания и просто на воздухе торбернит достаточно быстро теряет воду и переходит в метаторбернит Cu(UO2)2(PO4)2 · 8H2O, отличающийся более светлой окраской и меньшей прозрачностью. Впрочем, даже некоторые прозрачные кристаллы могут оказаться метаторбернитом. После извлечения образца из недр этот процесс необратим.

## Происхождение
Образуется в зонах окисления пегматитов и гидротермальных, осадочных и прочих урансодержащих месторождений. Наблюдается обычно в небольших количествах на стенках трещин и пустот от выщелачивания, часто на лимоните, иногда в ассоциации с отенитом и другими вторичными урансодержащими минералами.

## Месторождения
Встречается в Германии (Рудные горы, Бавария — Вёльзендорф), Чехии (Рудные горы — Марнайске), Франции, Великобритании, Польше (Нижняя Силезия), США, ЮАР, ДРК, Австралии.

## Применение
Минерал содержит в своём составе около 50 % урана, являясь важной рудой.